# Monomorium willowmorense
Monomorium willowmorense är en myrart som beskrevs av Bolton 1987. Monomorium willowmorense ingår i släktet Monomorium och familjen myror. Inga underarter finns listade i Catalogue of Life.